# Il segreto (album)
Il Segreto è il secondo album in studio del cantante italiano Venerus, pubblicato il 9 giugno 2023 dalla Asian Fake e dalla Sony Music.

## Tracce
1. Istruzioni – 2:19
2. Faresti lo stesso – 2:55
3. Sola – 2:48
4. Sai che c'è – 3:16
5. Il tuo cane – 4:16
6. Non imparo mai – 4:16
7. Binari – 4:50
8. Pensieri in musica – 1:34
9. Resta qui – 3:03
10. Fantasia – 3:14